# Fórumos szerepjáték
A fórumos szerepjáték (röviden FRPG), vagy „szöveges alapú online szerepjáték” a szerepjátéknak azon formája, melyet a játékosok egy fórumon játszanak le, egyesítve a szerepjátékot a „közös regényírással”. Az ilyesfajta játékok esetén nincs kockadobás, a rendszer általában vagy nem létezik (freestyle játékok) vagy nagyon le van egyszerűsítve. A játékok változóak, néhány játéknak csak mesélő felügyeletével lehet játszani, néhánynál viszont teljesen szabad stílusú, és a mesélő opcionális.

## Játékleírás
A játék úgy folyik, hogy az egyik regisztrált felhasználó leírja hogy a karaktere mit mond és mit csinál (vagy egy főszereplőt lehet irányítani), és vagy egy másik játékos válaszol rá, vagy egy mesélő. És ez így folytatódik egészen a „kaland” végéig, vagy míg a 2 karakter elköszön egymástól. A fórumos alapú szerepjátékokról így általában el lehet mondani, hogy szöveges alapú online szerepjátékok, életszimulációs elemekkel keverve (de természetesen a szöveges alapú játék határain belül). Magyarországon régebben nagy népszerűségnek örvendtek az ilyen játékok, viszont 2014 óta népszerűségük nagyon lecsökkent. Sokan az MMORPG-k (Massively-Multiplayer Online Role-Playing Game) népszerűségét okolják az FRPG-k népszerűségének csökkenése miatt.

## Magyar fórumos szerepjátékok
- Fantázia Birodalma FRPG
- Leeras Legendája
- X-Men Reneszánsz
- Lanawin Frpg
- Roxfort Frpg
- Szuperhős akadémia
- Tulveron Krónikái
- Livin' in New York

## Hasznos hivatkozások
- Magyar FRPG közösség
- FRPG.hu
- FRPG Toplista
- Fantasy Karakterkép Galéria
- Fantázia Birodalma - Avatarkép Galéria (Pinterest)
- FRPG Karakterkereső